# Alberto Ginastera
Alberto Evaristo Ginastera (Buenos Aires, 11 april 1916 - Genève, Zwitserland, 25 juni 1983) was een Argentijns componist en muziekpedagoog. Hij wordt wel beschouwd als de belangrijkste componist van Zuid-Amerika na Villa-Lobos. Astor Piazzolla is een van Ginastera's leerlingen.

## Levensloop
Als zoon van Catalaanse en Italiaanse emigranten leek hij voorbestemd voor een bestaan als agronoom of zakenman. Maar op 12-jarige leeftijd ging hij naar het Conservatorio de Música y Arte Escénico "Alberto Williams" en later naar het Conservatorio Nacional Superior de Música "Carlos López Buchardo" (IUNA), beide te Buenos Aires. Hij kreeg les van Athos Palma en studeerde in 1938 af met lof. Hij was toen al een opkomende ster, omdat hij in 1934 een eerste prijs van de Association "El Unisono" won en zijn ballet Panambí in 1937 in het Teatro Colón onder de dirigent Juan Jose Castro een geslaagde première had beleefd.
In 1942 kreeg hij een studiebeurs van de Amerikaanse Guggenheim Foundation en kon naar de Verenigde Staten van Amerika. Hij studeerde bij Aaron Copland in Tanglewood. Daar bleef hij tot 1945. Maar deze reis heeft zijn werken in de toekomst sterk beïnvloed. Teruggekomen in Buenos Aires stichtte hij samen met andere Argentijnse componisten de Liga de compositores de la Argentina (Vereniging van Argentijnse Componisten), het Conservatorio de Música y Arte Escénico de La Plata en het Latijns-Amerikaanse Centrum voor hogere muziekstudies aan het Instituto Di Tella te Buenos Aires.
Hij was decaan en (ere)professor aan de School voor kunst en muziekwetenschappen van de Ponteficia Universidad Católica Argentina Santa María de los Buenos Aires (Katholieke Universiteit van Argentinië) en professor aan de Universidad Nacional de La Plata (UNLP) te La Plata. In 1968 werd hij eredoctor van de Amerikaanse Yale-universiteit in New Haven, Connecticut. Hij is lid van de Academia Nacional de Bellas Artes van Argentinië. Verder was hij Oficial de la Orden de las Artes y las Letras del Gobierno de Francil, lid van de Academia Brasileira de Música en van de Facultad de ciencias Artes Musicales de la Universidad de Chile.
In 1970 vestigde hij zich in Europa. De symfonische rockgroep Emerson, Lake and Palmer bewerkte het vierde deel van Ginastera's eerste pianoconcert op hun plaat Brain Salad Surgery (1973), wat zijn goedkeuring kon wegdragen.

## Stijl
In zijn eerste werken verwerkt hij de Argentijnse folklore (Panambí, Danzas Argentinas en Estancia). Maar zijn behandeling van volkse invloeden verandert in de loop der jaren. In de Variaciones Concertantes heeft hij de volksmuziek verwerkt zonder deze in zijn compositie te citeren en gebruikt hij moderne technieken.
De Variaciones concertantes van 1953 zijn geïnspireerd door Bartóks Concert voor orkest waarin alle instrumenten soleren. De cello brengt het thema, dat begeleid wordt door de harp met de tonen van de losse snaren van de gauchogitaar (e-a-d-g-b-e). Over dit werk merkte Ginastera op, dat hij een Argentijnse atmosfeer wilde scheppen met eigen thematische en ritmische elementen, in plaats van folkloristisch materiaal. Sommige variaties zijn decoratief, andere vervormen het hoofdthema tot nieuwe thema's. De Variaciones eindigen met een malambo (dans), een mengsel van 6/8- en 3/4-maat met een enkele keer een 7/8-maat erdoorheen.
In de late werken vanaf 1958 hoor je het neo-expressionisme naar voren komen (de opera Bomarzo, Popul Vuh para orquesta, tweede celloconcert).

## Composities

### Werken voor orkest
- 1937 Suite para el ballet "Panambí" opus 1a
- 1943 Danzas de "Estancia" opus 8a
  1. The Land Workers
  2. Wheat Dance
  3. The Cattle Men
  4. Final Dance (Malambo)
- 1943 Obertura para el "Fausto" criollo, opus 9
- 1947 Ollantay opus 17
- 1953 Variaciones concertantes voor orkest, opus 23 (duur: 22 minuten)
  1. Tema per violoncello ed arpa: adagio molto espressivo
  2. Interludio per corde: l'istesso tempo
  3. Variazone giocosa per flauto: tempo giusto
  4. Variazone in modo di scherzo per clarinetto: vivace
  5. Variazone drammatica per viola: largo
  6. Variazone canonica per oboe e fagotto: adagio tranquillo
  7. Variazone ritmica per trombe e trombone: allegro
  8. Variazone in modo di moto perpetuo er violino: l;'istesso tempo
  9. Variazone pastorale per corno: largamente espressivo
  10. Interludio per fiati: moderato
  11. Ripresa del tema per controbasso: adagio molto espressivo
  12. Variatione finale in modo di rondo per orchestra: allegro molto
- 1954 Pampeana no.3 opus 24
- 1954 Pastorale symfonie
- 1956 Concerto voor harp, opus 25
- 1961 Concerto no.1 voor piano en orkest, opus 28
- 1963 Concerto voor viool en orkest, opus 30
- 1964 Sinfonia "Don Rodrigo" voor sopraan en orkest, opus 31a
- 1965 Concerto para Cuerdas opus 33
- 1967 Estudios sinfónicos opus 35
- 1968 Concerto no.1 voor cello en orkest, opus 36
- 1972 Concerto no.2 voor piano en orkest, opus 39
- 1975-1983 Popol Vuh - (Het scheppingsverhaal van de Maya's) voor orkest, opus 44
  1. The Everlasting Night
  2. The Birth of the Earth
  3. Nature Wakes
  4. The Cry of Creation
  5. The Great Rain
  6. The Magic Ceremony of Indian Corn
  7. The Sun, the Moon, the Stars
  8. the Dawn of Mankind
- 1976 Glossos sobre temes de Pau Casals voor strijkkwartet en strijkorkest, opus 46
- 1978 Glossos sobre temes de Pau Casals voor orkest, opus 48
- 1980 Jubilum

### Werken voor harmonieorkest
- 1943 Danzas de "Estancia", opus 8a
  - Pequeña danza
  - Malambo
- 1947 Ollantay, opus 17

### Muziektheater

#### Opera's
| Voltooid in | titel                 | aktes                | première                                                   | libretto |
| ----------- | --------------------- | -------------------- | ---------------------------------------------------------- | --- |
| 1963-1964   | Don Rodrigo, op. 31   | 3 aktes, 9 scènes    | 24 juli 1964, Buenos Aires, Teatro Colón                   | Alejandro Casona (pseudoniem van: Alejandro Rodríguez Álvarez)                                                                           |
| 1966/1967   | Bomarzo, op. 34       | 2 aktes en 15 scènes | 19 mei 1967, Washington D.C., Lisner Auditorium            | van de componist, naar het gelijknamige verhaal van Manuel Mujica Láinez                                                                 |
| 1971        | Beatrix Cencí, op. 38 | 2 aktes en 14 scènes | 10 september 1971, Washington D.C., John F. Kennedy Center | Alberto Girri en William Shand, naar Antonin Artauds "Les Cenci", tragédie en quatre actes et dix tableaux d'après «Shelley et Stendhal» |

#### Balletten
| Voltooid in | titel           | aktes               | première                                     | libretto                            | choreografie |
| ----------- | --------------- | ------------------- | -------------------------------------------- | ----------------------------------- | ------------ |
| 1934-1936   | Panambí, op. 1  | 1 akte              | 12 juli 1940, Buenos Aires, Teatro Colón     | naar een legend van Félix L. Errico |              |
| 1941        | Estancia, op. 8 | 1 akte, vijf scènes | 19 augustus 1952, Buenos Aires, Teatro Colón | José Hernández uit "Martín Fierro"  |              |

### Zang met orkest of instrumenten
- 1938 Two songs voor zang en piano, opus 3 - tekst: Silva Valdés
- 1938 Cantos del Tucumán voor zang, fluit, viool, harp en twee Indiaanse "cajas", opus 4 - tekst: Jijena Sánchez
  1. Yo nací en el valle
  2. Solita su alma
  3. Vida, vidita, vidala
  4. Algarrobo, algarrobal
- 1938 Salmo CL (Psalm 150) voor gemengd koor, kinderkoor en orkest, opus 5
- 1943 Cinco canciones populares argentinas voor zang en piano, opus 10
- 1943 Las horas de una estancia voor zang en piano, opus 11 - tekst: Ocampo
- 1960 Cantata para América Mágica voor sopraan en percussie-orkest, opus 27
- 1964 Cantata "Bomarzo" voor spreker, tenor of bariton en kamerorkest, opus 32
- 1971 Milena cantate voor sopraan en orkest, opus 37
- 1973 Serenata opus 42
- 1974 Turbae ad Passionem Gregoriana'n opus 43

### Koormuziek
- 1946 Hieremiae Prophetae Lamentationes voor gemengd koor, opus 14

### Werken voor piano
- 1934 Piezas infantiles I II
- 1937 Danzas Argentinas opus 2
- 1939 Tres Piezas opus 6
- 1940 Malambo opus 7
- 1944 Doce preludios americanos opus 12
- 1946 Suite de danzas criollas opus 15
- 1947 Rondo sobre temas infantiles argentinos opus 19
- 1952 Sonata no.1 op.22
- 1955 Pequena danza
- 1961 Piano Concerto No.1 Op.28
- 1981 Sonata no.2 op.53
- 1982 Sonata no.3 op.54
- Danzas argentinas para los ninos

### Werken voor orgel
- 1947 Toccata, villancico and fuga opus 18
- 1980 Variazioni e Toccata sopra "Aurora lucis rutilat" voor orgel, opus 52

### Werken voor kamermuziek
- 1945 Dúo voor fluit en hobo, opus 13
- 1947 Pampeana no. 1 voor viool en piano, opus 16
- 1950 Pampeana no. 2 voor cello en piano, opus 21
- 1948 Cuarteto de Cuerdas No.1 (Strijkkwartet) opus 20
- 1958 Cuarteto de Cuerdas No.2 (Strijkkwartet) opus 26
- 1963 Quinteto opus 29
- 1973 Cuarteto de Cuerdas No.3 (Strijkkwartet) opus 40
- 1976 Punefla No. 2 "Homenaje a Paul Sacher", voor cello solo, opus 45
- 1979 Sonata, voor cello en piano, Op. 49
- 1980 Fanfarria voor vier trompetten, opus 51a

### Filmmuziek
- 1942 Malambo

## Publicaties
- Notas sobre la musica moderna argentina, Revista Musical Chilena, 4, no.31 (Oct-Nov.1948), p. 21-28.
- Eight from the Argentine, Modern Music, v.23, no.4 (Fall 1946), p. 226-272.